# 亚历克斯·加西亚
亚历克斯·里贝罗·加西亚（葡萄牙語：Alex Ribeiro Garcia，1980年3月4日—），巴西篮球运动员，曾效力于美国NBA联盟。